# Pertev Mehmed Paixà
Pertev Mehmed Paixà (? - 1574, Istanbul) fou un alt dignatari i almirall otomà. Va exercir alguns càrrecs i va arribar a agha dels geníssers el 1555; el 1561 fou tercer visir i el 1564 segon visir. Sota el Kapudan Paixà Müezzinzade Ali Paşa (1569-1571) fou comandant de la flota imperial i va prendre part en la batalla de Lepant (1571). Després de 1571 va caure en desgràcia i va morir el 1574 a Istanbul.